# Kirchenkreis Herford
Der Evangelische Kirchenkreis Herford ist der drittgrößte von 26 Kirchenkreisen innerhalb der Evangelischen Kirche von Westfalen. Amtssitz ist die Stadt Herford. 2021 gehörten dem Kirchenkreis Herford etwa 104.000 Gemeindemitglieder in 25 Kirchengemeinden im Kreis Herford an. Beim Kirchenkreis sind 1400 Mitarbeiter beschäftigt, davon 90 Pfarrer. In den 56 Kindertageseinrichtungen gibt es 4100 Plätze. Außerdem betreibt der Kirchenkreis zwei staatlich anerkannte Ersatzschulen. Superintendent ist seit 2020 Olaf Reinmuth.
Mit den weiteren ostwestfälischen Kirchenkreisen Minden, Lübbecke und Vlotho ist der Kirchenkreis Herford in einem Kirchenkreisverband zusammengeschlossen.

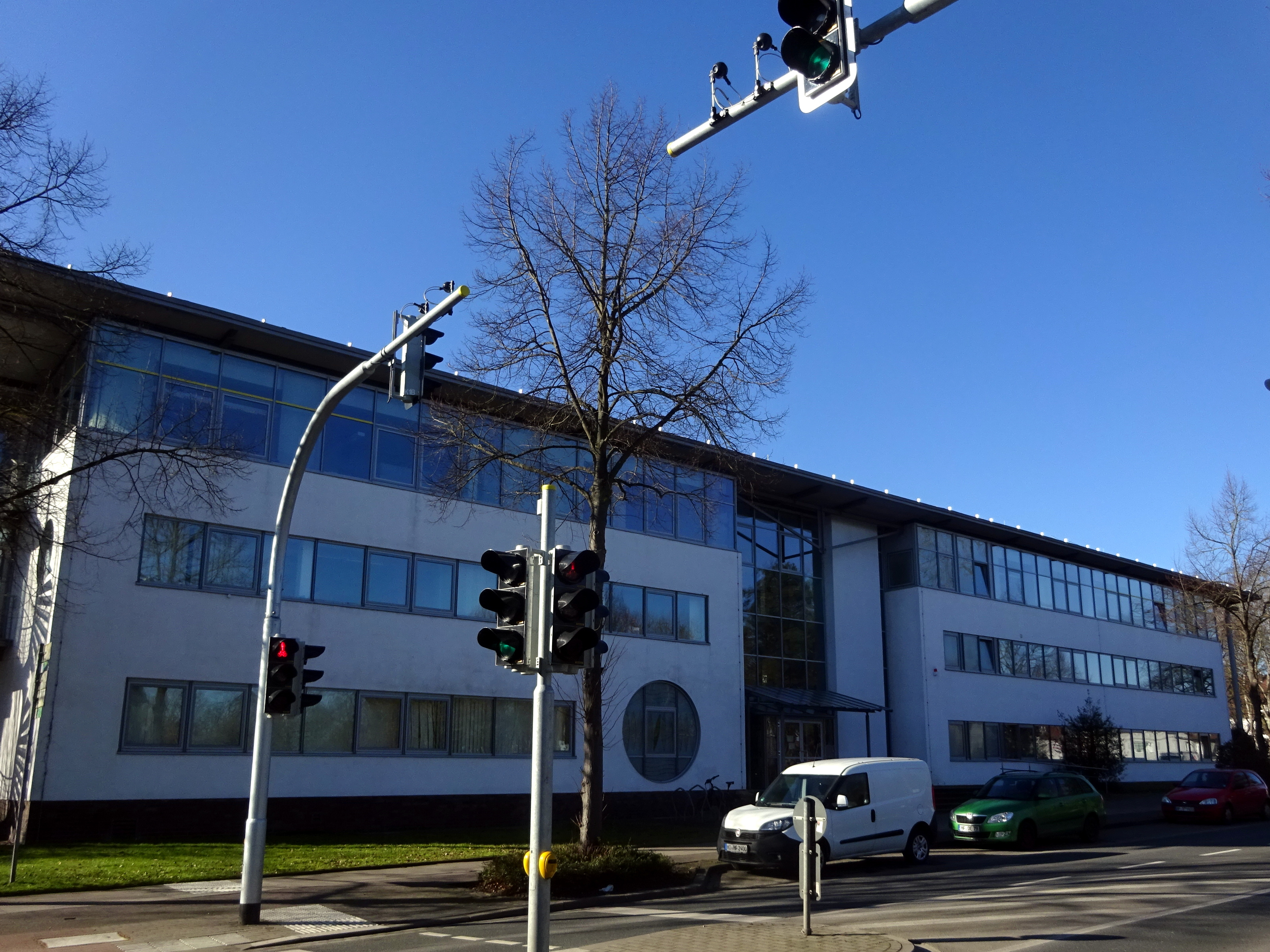
Haus der Kirche,
Herford, Hansastraße 60

## Geschichte
Bei der Neuorganisation der preußischen Kirchenprovinz Westfalen im Jahr 1818 wurde der Kirchenkreis Herford als einer von vier Kirchenkreisen im ehemaligen Gebiet von Minden-Ravensberg gegründet. Noch am 16. November desselben Jahres trat die erste Kreissynode im Herforder Münster zusammen. Damals gehörten die vier Gemeinden der Stadt Herford sowie die Dörfer und Städte Stiftberg, Jöllenbeck, Exter, Valdorf, Vlotho, Rehme, Rödinghausen, Bünde, Hiddenhausen, Gohfeld, Löhne, Enger, Spenge und Wallenbrück zum Kirchenkreis. In Herford und Vlotho gab es je eine reformierte Gemeinde; alle weiteren Gemeinden waren lutherisch. Durch Pfarrer wie Johann Heinrich Volkening (1838–1869 in Jöllenbeck), Hermann Ameler (1838–1885 in Herford, ab 1871 auch Superintendent) und Theodor Schmalenbach (1863–1899 in Mennighüffen, ab 1885 auch Superintendent) war der Kirchenkreis im 19. Jahrhundert stark durch die Erweckungsbewegung geprägt.
1841 wurde der Kirchenkreis Vlotho geschaffen, an den die Gemeinden Exter, Gohfeld, Rehme, Valdorf und Vlotho abgegeben wurden. Die Gemeinde Jöllenbeck kam zum Kirchenkreis Bielefeld. Gleichzeitig wurde der Kirchenkreis Herford um die Gemeinden Kirchlengern, Mennighüffen und Stift Quernheim aus dem Kirchenkreis Lübbecke erweitert. Von 1954 bis 1996 übernahm der Kirchenkreis treuhänderisch die Verwaltung der Gemeinden Bad Sachsa und Tettenborn, die zur Evangelischen Kirche der Kirchenprovinz Sachsen, die in der DDR lag, gehörten. 1964 kehrten die Gemeinden Spenge und Wallenbrück, die 1838 an den neu gegründeten Kirchenkreis Halle abgegeben worden waren, in den Kirchenkreis Herford zurück.
Heute gliedert sich der Kirchenkreis, der bis auf Vlotho und Teile der Stadt Löhne fast den gesamten Kreis Herford umfasst, in die fünf Regionen Bünde (mit Rödinghausen und Kirchlengern), Enger-Spenge, Herford, Hiddenhausen und Löhne.

## Superintendenten
| von  | bis  | Name                        |
| ---- | ---- | --------------------------- |
| 1818 | 1847 | Friedrich Wilhelm Johanning |
| 1847 | 1865 | Karl Maßmann                |
| 1865 | 1871 | Gottlieb Schröder           |
| 1871 | 1885 | Hermann Ameler              |
| 1885 | 1899 | Theodor Schmalenbach        |
| 1899 | 1915 | August Höpker               |
| 1915 | 1925 | Karl Niemöller              |
| 1925 | 1929 | Fritz Pape                  |
| 1930 | 1942 | Friedrich Niemann           |
| 1942 | 1952 | Hermann Kunst               |
| 1953 | 1967 | Wilhelm Bartelheimer        |
| 1967 | 1976 | Helmut Gaffron              |
| 1976 | 1991 | Rudolf Müller-Knapp         |
| 1991 | 1996 | Hans-Detlef Hoffmann        |
| 1997 | 2009 | Gerhard Etzien              |
| 2009 | 2020 | Michael Krause              |
| 2020 | ...  | Olaf Reinmuth               |

## Presseberichte zu Sondervermögen im Januar 2011
Im Januar 2011 wurde bekannt, dass der Kirchenkreis seit 1967 heimlich rund 49,7 Millionen Euro angespart hatte. Der Kirchenkreis wurde hierfür scharf kritisiert, unter anderem weil gleichzeitig wegen Geldmangels Stellen gestrichen und Mitarbeitern im sozialen Bereich gekündigt wurde. Die Staatsanwaltschaft ermittelte gegen mehrere Beteiligte. Es wurden teilweise empfindliche Geldbußen gegen einige seinerzeit verantwortlich Beteiligte verhängt.

## Kirchen und Gemeinden
| Bild                          | Kirche                                        | Ort                          | Region              | Gemeinde                 | Bemerkungen                                                                              |
| ----------------------------- | --------------------------------------------- | ---------------------------- | ------------------- | ------------------------ | ---------------------------------------------------------------------------------------- |
|                               | Arche Noah                                    | Bünde                        | Region Bünde        | Bünde-Lydia              |                                                                                          |
|                               | Laurentiuskirche                              | Bünde                        | Region Bünde        | Bünde-Lydia              |                                                                                          |
|                               | Lutherkirche                                  | Kirchlengern-Südlengern      | Region Bünde        | Bünde-Lydia              |                                                                                          |
|                               | Pauluskirche                                  | Bünde                        | Region Bünde        | Bünde-Lydia              |                                                                                          |
| Versöhnungskirche in Bünde    | Versöhnungskirche                             | Bünde-Südlengern             | Region Bünde        | Bünde-Lydia              |                                                                                          |
|                               | Evangelische Kirche Dünne                     | Bünde-Dünne                  | Region Bünde        | Dünne                    |                                                                                          |
|                               | Kreuzkirche                                   | Bünde-Ennigloh               | Region Bünde        | Bünde-Philippus          |                                                                                          |
|                               | Adventskapelle                                | Bünde-Muckum                 | Region Bünde        | Bünde-Philippus          |                                                                                          |
|                               | Evangelische Kirche Hagedorn                  | Kirchlengern-Häver-Hagedorn  | Region Bünde        | Hagedorn                 |                                                                                          |
|                               | Lukaskirche                                   | Bünde-Holsen                 | Region Bünde        | Bünde-Philippus          |                                                                                          |
|                               | Johanneskirche                                | Bünde-Hüffen                 | Region Bünde        | Hunnebrock-Hüffen-Werfen |                                                                                          |
|                               | Evangelische Kirche                           | Kirchlengern                 | Region Bünde        | Kirchlengern             |                                                                                          |
|                               | Bartholomäuskirche                            | Rödinghausen                 | Region Bünde        | Rödinghausen             |                                                                                          |
|                               | Evangelische Kirche Bieren                    | Rödinghausen-Bieren          | Region Bünde        | Rödinghausen             |                                                                                          |
|                               | Christuskirche                                | Bünde-Spradow                | Region Bünde        | Spradow                  |                                                                                          |
|                               | Stiftskirche Quernheim                        | Kirchlengern-Stift Quernheim | Region Bünde        | Stift Quernheim          |                                                                                          |
|                               | Michael-Kirche                                | Rödinghausen-Bruchmühlen     | Region Bünde        | Westkilver               |                                                                                          |
|                               | Stiftskirche St. Dionysius                    | Enger                        | Region Enger-Spenge | Enger                    |                                                                                          |
|                               | Evangelische Kirche Oldinghausen-Pödinghausen | Enger-Pödinghausen           | Region Enger-Spenge | Enger                    |                                                                                          |
|                               | Lukaskirche (Belke-Steinbeck)                 | Enger-Belke-Steinbeck        | Region Enger-Spenge | Enger                    |                                                                                          |
|                               | Evangelische Kirche Westerenger               | Enger-Westerenger            | Region Enger-Spenge | Enger                    |                                                                                          |
|                               | St. Martinus                                  | Spenge                       | Region Enger-Spenge | Spenge                   |                                                                                          |
|                               | Evangelische Kirche Hücker-Aschen             | Spenge-Hücker-Aschen         | Region Enger-Spenge | Spenge                   |                                                                                          |
|                               | Paulus-Kirche                                 | Spenge-Lenzinghausen         | Region Enger-Spenge | Spenge                   |                                                                                          |
|                               | Marienkirche                                  | Spenge-Wallenbrück           | Region Enger-Spenge | Spenge                   |                                                                                          |
|                               | Kapelle Groß Aschen                           | Melle-Groß Aschen            | Region Enger-Spenge | Spenge                   | Kirchlich gehört Groß Aschen zum Kirchenkreis Herford, obwohl es in Niedersachsen liegt. |
|                               | Friedenskirche                                | Herford-Elverdissen          | Region Herford      | Elverdissen              |                                                                                          |
|                               | Christuskirche                                | Herford                      | Region Herford      | Emmaus                   |                                                                                          |
|                               | Markuskirche                                  | Herford                      | Region Herford      | Emmaus                   |                                                                                          |
|                               | Thomaskirche                                  | Herford-Schwarzenmoor        | Region Herford      | Emmaus                   |                                                                                          |
|                               | Trinitatiskirche                              | Herford-Falkendiek           | Region Herford      | Emmaus                   | 2008 entwidmet                                                                           |
|                               | Jakobikirche                                  | Herford                      | Region Herford      | Herford-Mitte            |                                                                                          |
|                               | Johanniskirche                                | Herford                      | Region Herford      | Herford-Mitte            |                                                                                          |
|                               | Herforder Münster St. Marien und Pusinna      | Herford                      | Region Herford      | Herford-Mitte            |                                                                                          |
|                               | Wolderuskapelle                               | Herford                      | Region Herford      | Herford-Mitte            |                                                                                          |
|                               | Evangelische Kirche Herringhausen             | Herford-Herringhausen        | Region Herford      | Herringhausen            |                                                                                          |
|                               | Kreuzkirche                                   | Herford                      | Region Herford      | Kreuz                    |                                                                                          |
|                               | Auferstehungskirche                           | Herford-Laar                 | Region Herford      | Laar                     |                                                                                          |
|                               | Marienkirche                                  | Herford-Stiftberg            | Region Herford      | Marien Stift Berg        |                                                                                          |
|                               | Petrikirche                                   | Herford                      | Region Herford      | Petri, ev-ref.           | Evangelisch-Reformierte Kirche                                                           |
|                               | Evangelische Kirche Eilshausen                | Hiddenhausen-Eilshausen      | Region Hiddenhausen | Hiddenhausen-Stephanus   |                                                                                          |
|                               | St. Gangolf                                   | Hiddenhausen-Hiddenhausen    | Region Hiddenhausen | Hiddenhausen-Stephanus   |                                                                                          |
|                               | Evangelische Kirche Lippinghausen             | Hiddenhausen-Lippinghausen   | Region Hiddenhausen | Hiddenhausen-Stephanus   |                                                                                          |
|                               | Evangelische Kirche Oetinghausen              | Hiddenhausen-Oetinghausen    | Region Hiddenhausen | Hiddenhausen-Stephanus   |                                                                                          |
|                               | Versöhnungskirche                             | Hiddenhausen-Schweicheln     | Region Hiddenhausen | Hiddenhausen-Stephanus   |                                                                                          |
|                               | Evangelische Kirche Sundern                   | Hiddenhausen-Sundern         | Region Hiddenhausen | Hiddenhausen-Stephanus   |                                                                                          |
|                               | Martin-Luther-Kirche                          | Löhne                        | Region Löhne        | Löhne                    |                                                                                          |
|                               | Evangelische Kirche Mennighüffen              | Löhne-Mennighüffen           | Region Löhne        | Mennighüffen             |                                                                                          |
| Christuskirche in Obernbeck   | Christuskirche                                | Löhne-Obernbeck              | Region Löhne        | Obernbeck                |                                                                                          |
| Heilandkirche in Mennighüffen | Heilandkirche                                 | Löhne-Mennighüffen           | Region Löhne        | Siemshof                 |                                                                                          |